# Mustaschfladdermus
Mustaschfladdermus (Myotis mystacinus) är en fladdermusart i familjen läderlappar (Vespertilionidae). Den är den näst minsta fladdermusen i Europa. Bara den nyupptäckta arten nymffladdermus (M. alcathoe) är ännu mindre.

## Beskrivning
Mustaschfladdermusen når en kropplängd (huvud och bål) från 35 till 48 mm, en svanslängd från 30 till 43 mm och en vikt från 4 till 8 g. Underarmarna är 30 till 37 mm långa och artens vingbredd är 190 till 225 mm. Denna fladdermus har 12 till 17 mm stora öron.

Särskiljande drag på tänderna

Pälsen är mörkt brungrå på ovansidan, ljusare under. Ansiktet är svart. Den är till förväxling lik taigafladdermus, som 1970 avknoppades från M. mystacinus. (Tidigare kallad "Brandts fladdermus".) Särskiljande drag är tändernas utseende. (Baagøe 1973, Schober & Grimmberger 1987).
Arten har fått sitt svenska namn av ett antal långa hår i mungiporna. Anspelning på skägg går igen på många andra språk.
Håren antas vara sensorer för att som hjälp vid navigeringen känna vindens riktning.
Livslängden är 5 à 6 år. Äldsta i naturen funnen individ var 19 år, rekord i fångenskap 23 år.

## Vanor
Mustaschfladdermusen börjar jaga senast i skymningen och fortsätter större delen av natten.
Sent på hösten jagar den även dagtid. Kanske beror det på dålig tillgång på byten nattetid på hösten[källa behövs].
Flykten är låg och fladdrande.
Födan består av mygg, fjärilar och skalbaggar. Artens byten är oftast omkring 7,5 mm lång. Förutom insekter jagas maskar och spindeldjur. Jakten sker upp till 5 kilometer ifrån rastplatsen.

### Navigering

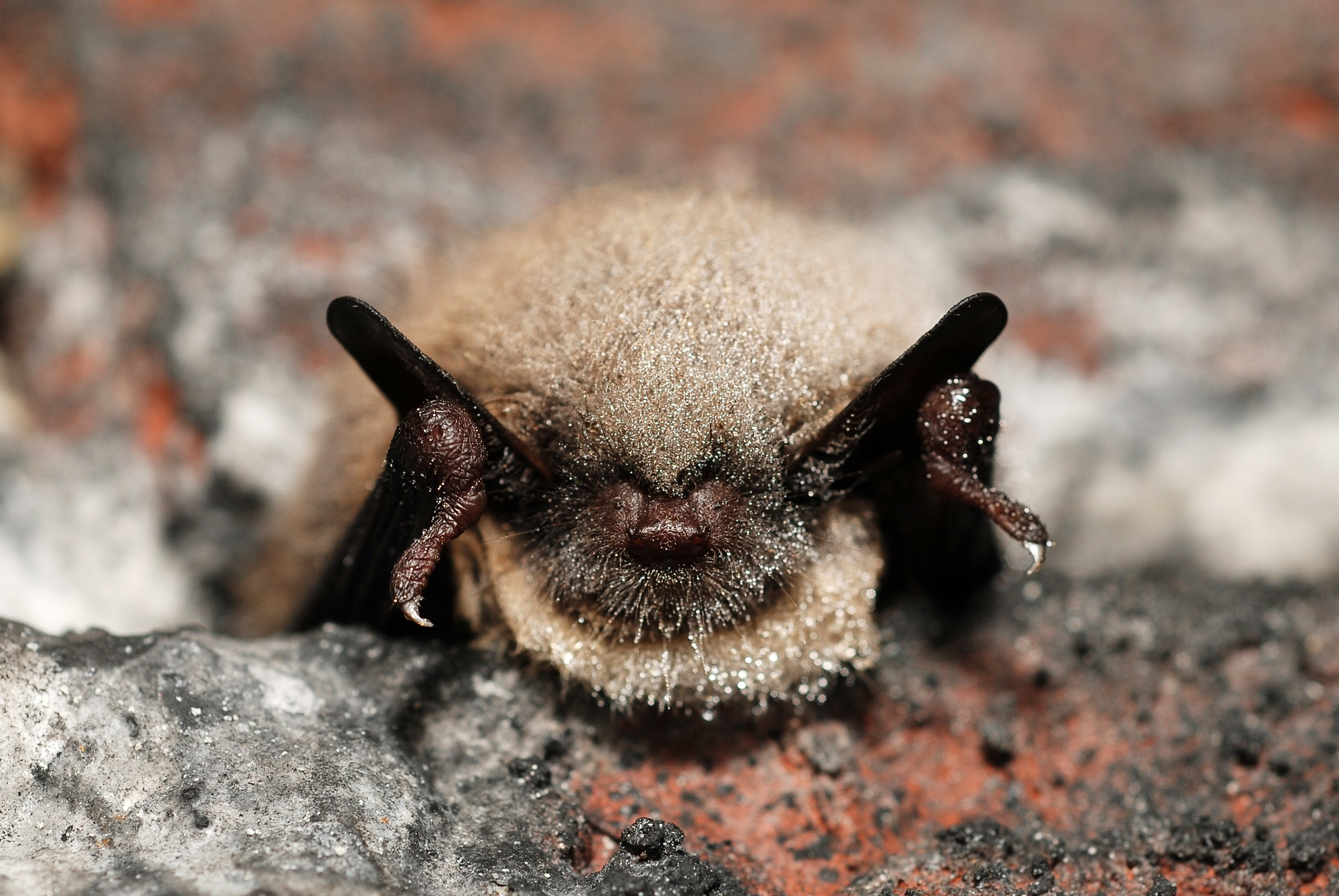
De långsmala öronen står i 90° vinkel mot varandra

Mustaschfladdermusens läte liknar Taigafladdermusens: Distinkta, regelbundna knäppningar.
De långsmala öronen är en approximaton av en ellips. Fysiskt blir känsligheten störst i en skiva längs ellipsens lillaxel. De två känslighetskivorna från vardera örat skär varandra rakt fram. I skärningspunkten är känsligheten som allra störst. Djuret kan då efter signalbehandling i hjärnan få en mycket precis indikation till riktningen mot det föremål, som kastade tillbaka ekot. Samtidigt analyseras fördröjningen mellan en skrikpuls och mottaget eko, vilket ger information om avståndet till hindret.
Detaljer i denna animala sonar är artspecifika, och ett hjälpmedel att efter analys av ljudinspelningar skilja arter åt. En detaljerad diskussion finns i artikeln Fladdermöss. Lätet som används för ekolokaliseringen är 3 till 6 millisekunder lång. Det börjar med en frekvens av 75 till 120 kHz som sedan avtar till 30 eller 28 kHz.

## Habitat
Mustaschfladdermus finns både i skog (gärna sank sådan), vid sjöar och på öppen mark såsom odlad mark och hagar. Kan även söka sig till samhällen.
Somliga fladdermusarter är migrerande, men inte mustaschfaddermusen, som inte drar långt bort för sin övervintring i grottor, gruvgångar och stenbyggnader. Dvalatiden varar från oktober till mars/april.
I Alperna har mustaschfladdermus sommartid hittats som högst på 1923 m ö.h.. På vintern kan den dra sig ända upp till 2 400 m ö.h..
På somrarna håller sig honorna under födslotiden tillsammans i flockar om 20 – 50 individer, medan hanarna uppträder solitärt.

### Fortplantning
Mustaschfladdermusen parar sig under hösten och vintern. Dräktighetens början är som hos de flesta fladdermöss fördröjd, och först kring juni – juli, efter 2,5 månaders fosterutveckling föds ungen, normalt bara 1, men tvillingar kan förekomma någon gång.. Honorna samlar sig i kolonier i ihåliga träd eller byggnader för att föda ungarna.
Honan blir könsmogen efter 1 år, hanen efter 1,25 år. Ungen väger 2 g vid födelsen, blir flygfärdig efter 3 veckor. Hanen bryr sig inte om sin unge.

## Utbredning

### Världen i stort
I världen finns mustaschfladdermus i palearktiska regionen från Irland och österut till Japan‚ söderut till södra Kina, men är inte särskilt vanlig. Saknas i Spanien, men finns  i Marocko.
- Underarten M.  m. mystaticus
- Underarten M. m. caucasius finns i sydöstra Ryssland, Georgien, Armenien och Azerbajdzjan
- Underarten M. m. occidentalis finns centrala och nordöstra Spanien och Portugal

### Sverige
I Sverige finns mustaschfladdermus upp till mellersta Värmland och norrut till Dalarna och Hälsingland (62° N) samt på Öland och Gotland.

### Exempel från övriga Europa
| Land                    | Kommentar                                                                            |
| ----------------------- | ------------------------------------------------------------------------------------ |
|                         |                                                                                      |
| Albanien                | Saknas                                                                               |
| Belgien                 | Finns                                                                                |
| Slovenien               | Saknas                                                                               |
| Bulgarien               | Finns                                                                                |
| Danmark                 | Enbart på Bornholm                                                                   |
| Grekland                | Finns                                                                                |
| Finland                 | Nordligaste fynd nära Joensu vid 63° N                                               |
| Frankrike, inkl Korsika | Finns                                                                                |
| Island                  | Saknas                                                                               |
| Irland                  | Finns                                                                                |
| Kreta                   | Saknas                                                                               |
| Krim                    | Tveksam förekomst                                                                    |
| Kroatien                | Saknas                                                                               |
| Mallorcaöarna           | Saknas                                                                               |
| Montenegro              | Finns                                                                                |
| Nederländerna           | Mindre vanlig, men är inte rödlistad                                                 |
| Norge                   | Finns kring Oslofjorden och längs kusten upp till 63° N                              |
| Polen                   | Finns                                                                                |
| Rumänien                | Finns i stora delar, men saknas i några mindre områden                               |
| Schweiz                 | Finns                                                                                |
| Sardinien               | Tveksam förekomst                                                                    |
| Sicilien                | Tveksam förekomst                                                                    |
| Serbien                 | Saknas                                                                               |
| Slovakien               | Finns                                                                                |
| Slovenien               | Saknas                                                                               |
| Storbritannien          | Generellt ovanlig, men finns i England och Wales plus spridda fall i södra Skottland |
| Tjeckien                | Finns                                                                                |
| Tyskland                | Rödlistad                                                                            |
| Ungern                  | Finns                                                                                |
| Österrike               | Finns                                                                                |

## Status
Mustaschfladdermusen minskade i Sverige i antal några år och ansågs som sårbar (VU) på rödlistorna 2000 och 2005, men har återhämtat sig.  Antalet individer i Sverige är svårt bestämma, men uppskattas till någonting inom spannet 20 000 – 100 000.
Vid rödlistningarna 2010 och 2015 ansågs den livskraftig (LC), och togs bort från rödlistan, men är fortsatt fridlyst.

Myotis mystacius
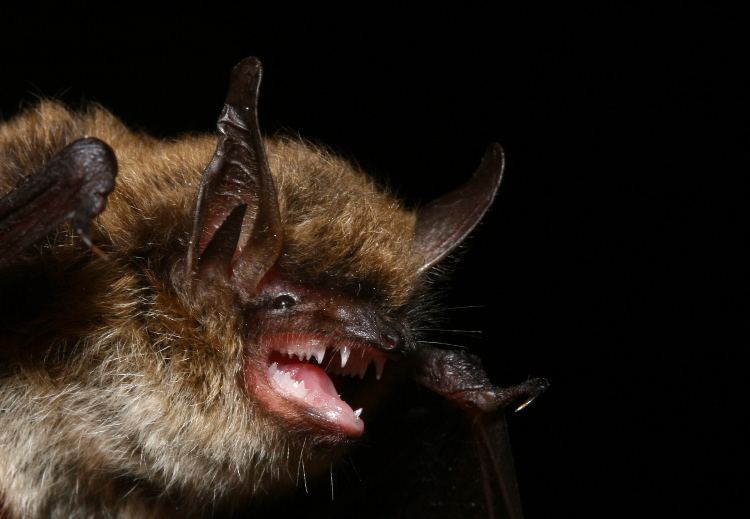
Myotis mystacius